# أليخاندرو نافارو غوتيريز
أليخاندرو نافارو غوتيريز (بالإسبانية: Alejandro Navarro Gutiérrez)‏ (30 نوفمبر 1993 بغوادالاخارا في المكسيك - ) هو لاعب كرة قدم مكسيكي في مركز الوسط. لعب مع نادي تولوكا.

## وصلات خارجية
- أليخاندرو نافارو غوتيريز على موقع قاعدة بيانات كرة القدم.إي يو (الإنجليزية)
- أليخاندرو نافارو غوتيريز على موقع AS.com (الإسبانية)